# Exton (Somerset)
Exton – wieś w Anglii, w hrabstwie Somerset, w dystrykcie (unitary authority) Somerset. Leży 78 km na południowy zachód od miasta Bristol i 242 km na zachód od Londynu. Miejscowość liczy 220 mieszkańców.